# Quatuor
Het Quatuorgebouw is een kantoorgebouw aan de Boudewijnlaan 30 (Kleine Ring) in Brussel, net buiten de Vijfhoek in de Brusselse Noordruimte. Het complex ligt tussen de Antwerpsesteenweg, de Boudewijnlaan, de Koning Albert II-laan en de Frère-Orbanstraat. Ten noorden van het gebouw staat North Gate en aan de overzijde van de laan Networks NØR.

## Geschiedenis
Op de plaats van het Quatuorgebouw stond tot 2018 het Boudewijngebouw, dat door de Vlaamse overheid werd gebruikt. De Vlaamse ambtenaren verlieten vanaf 2017 het Boudewijngebouw en verhuisden naar het Herman Teirlinckgebouw op het terrein van Thurn en Taxis. Het Boudewijngebouw werd in 2018 afgebroken. Hetzelfde jaar startten Befimmo en BESIX de werkzaamheden van het kantorencomplex Quatuor, die in 2021 voltooid werden. De co-workingruimtes werden ontworpen door Lous and the Yakuza. Onder meer Beobank en Touring namen hun intrek in het gebouw.

## Galerij

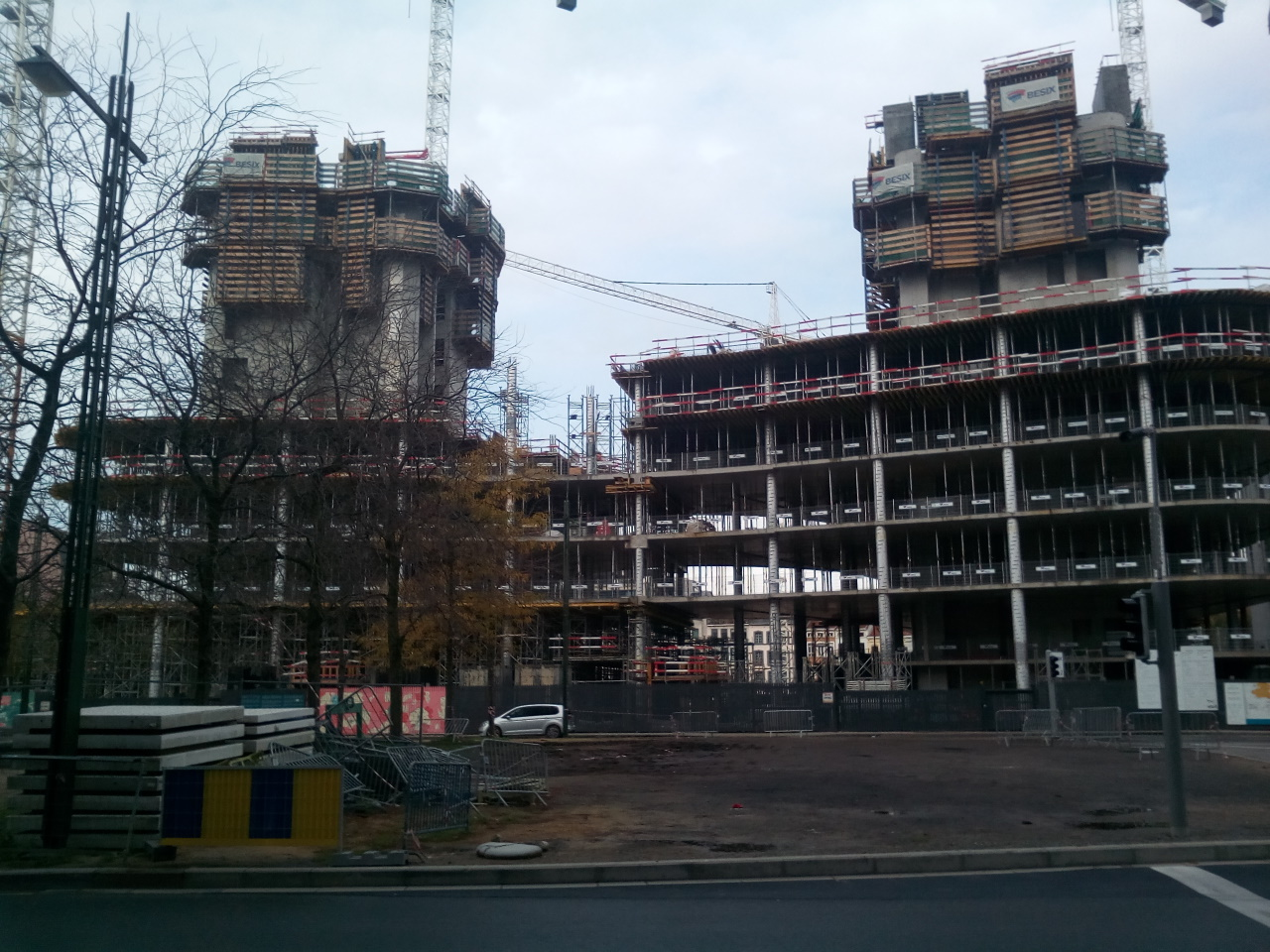
Quatuorgebouw in aanbouw oktober 2019
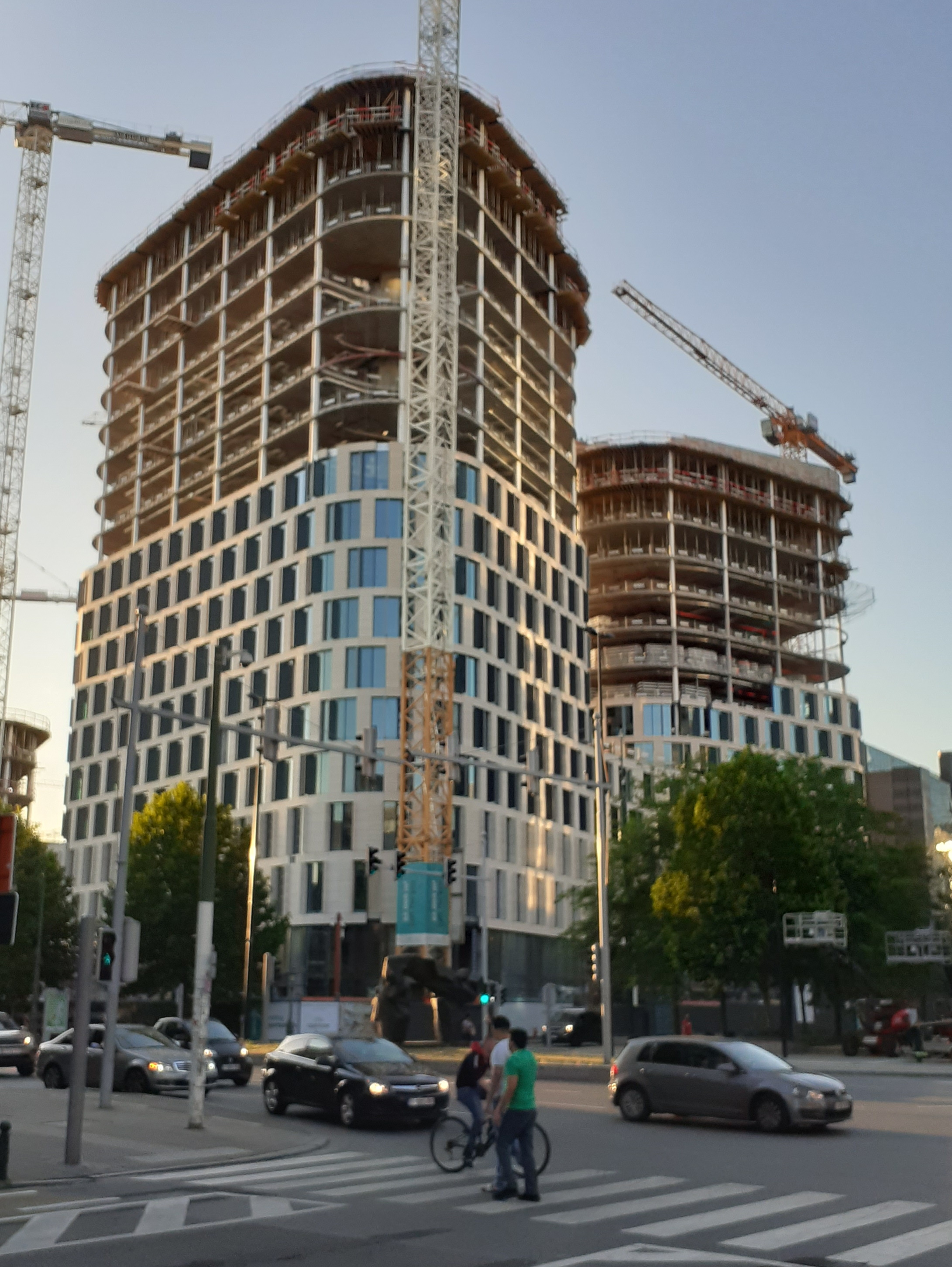
Quatuorgebouw in aanbouw juni 2020